# Judy Collins

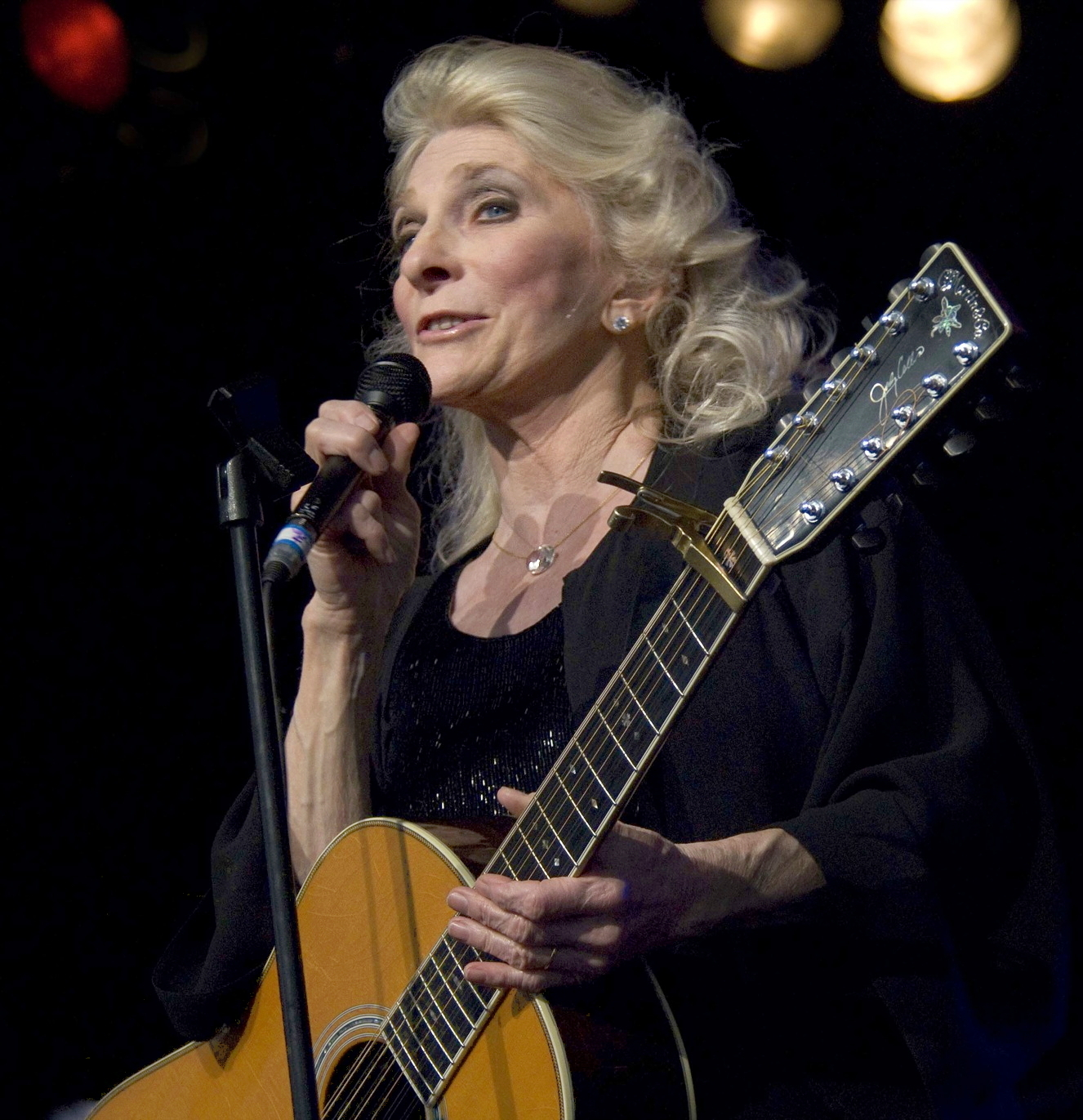
Judy Collins, 2008

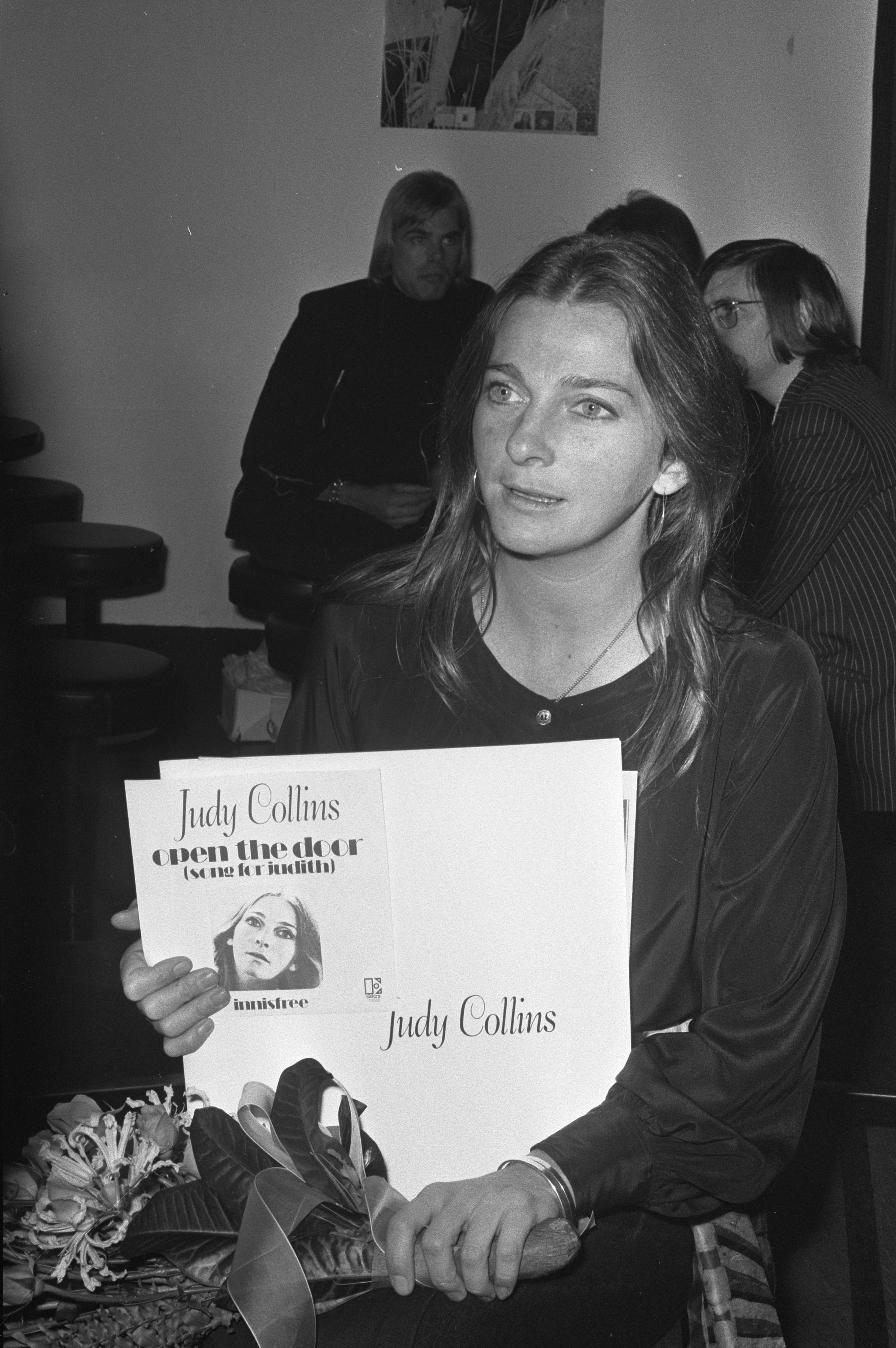
Judy Collins, 1972

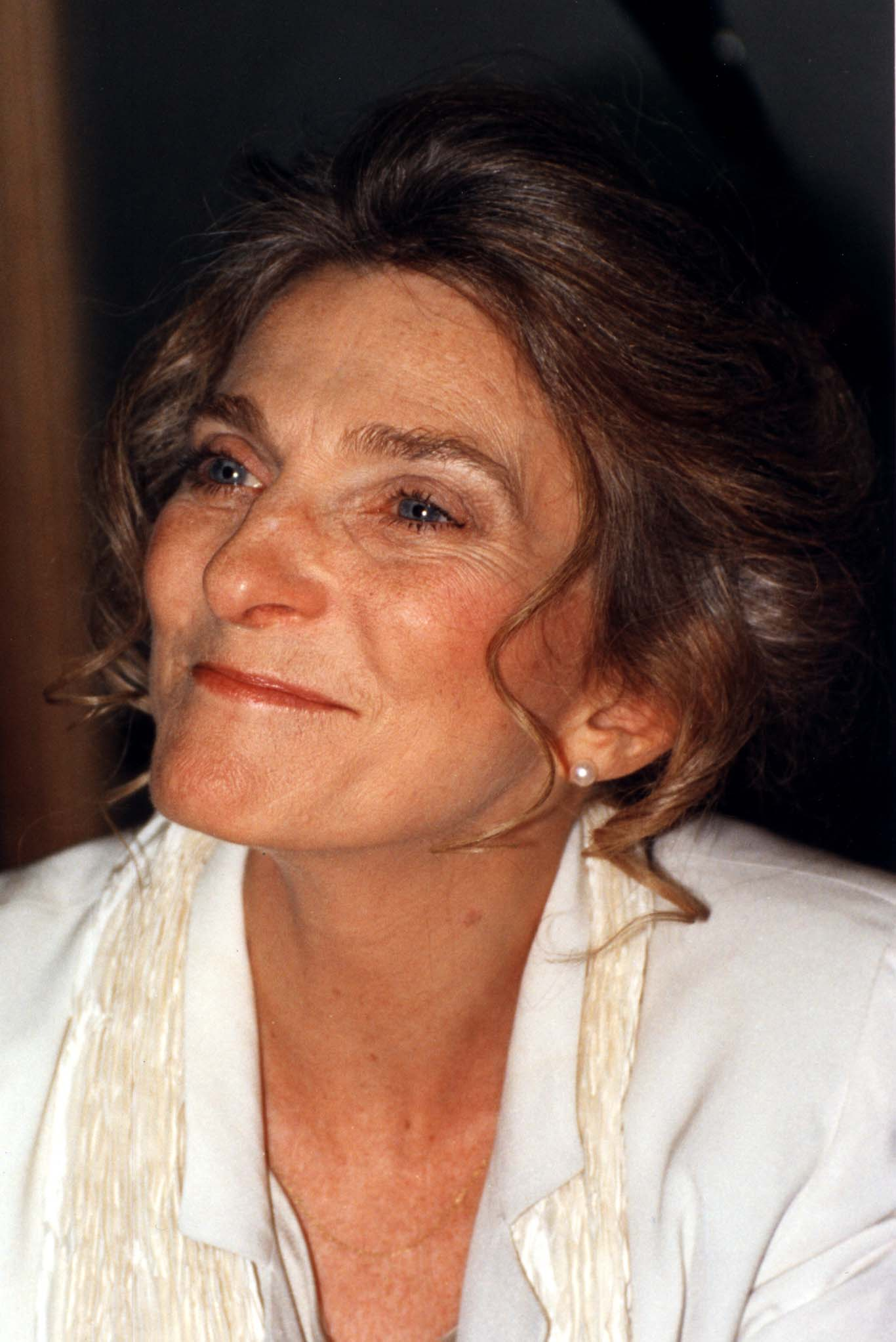
Judy Collins, 1995

Judy Collins (* 1. Mai 1939 in Seattle, Washington; bürgerlich Judith Marjorie Collins) ist eine US-amerikanische Folksängerin und Songschreiberin.

## Biografie
Als Kind lernte Judy Collins klassisches Klavier bei Antonia Brico. Mit 13 Jahren hatte sie ihr Konzertdebüt mit Mozarts Konzert Nr. 10 Es-Dur KV 365 für zwei Klaviere. Wenig später erwachte jedoch ihr Interesse für die Musik von Woody Guthrie und Pete Seeger. In New Yorks Greenwich Village sang sie in Clubs, wobei sie sich auf der Gitarre begleitete. 1961 erschien ihr erstes Album A Maid of Constant Sorrow.
Anfangs spielte und sang sie klassische Folksongs und Stücke erfolgreicher Kollegen wie Tom Paxton, Phil Ochs und Bob Dylan. Sie nahm eigene Versionen bekannter Songs auf, etwa Dylans Mr. Tambourine Man oder Turn! Turn! Turn! von Pete Seeger. Daneben spielte sie Stücke noch wenig bekannter Songschreiber, darunter Joni Mitchell und Leonard Cohen, dessen Lied Suzanne sie erstmals veröffentlichte.
Mit ihrem Album Wildflowers (1967, mit Arrangements von Joshua Rifkin) begann Judy Collins, eigene Lieder aufzunehmen. Das Album gewann einen Grammy und das Stück Both Sides, Now (geschrieben von Joni Mitchell) gelangte auf Platz 8 der Billboard Hot 100.
Das Album Who Knows Where the Time Goes (1968) wurde von David Anderle produziert, Stephen Stills (von Crosby, Stills & Nash), mit dem Collins zu dieser Zeit liiert war, ist als Gitarrist zu hören. Stills widmete ihr das Lied Suite: Judy Blue Eyes, in dem er das Ende ihrer Beziehung thematisierte. Trotzdem traten Collins und Stills weiterhin gemeinsam auf, etwa in einer Fernsehshow von Graham Nash und sangen 2010 auf Collins’ Album Paradise ein Duett. Das Album enthielt auch ein weiteres Duett mit der Folksängerin Joan Baez. 2017 gingen Collins und Stills erstmals zusammen auf Tour und veröffentlichten im September ihr gemeinsames Album Everybody Knows.
In den 1970er Jahren hatte Judy Collins Hits mit eigenen Liedern wie My Father und Born to the Breed sowie mit Stücken anderer Songschreiber, darunter Amazing Grace und Send In the Clowns. Daneben produzierte sie den oscarnominierten Dokumentarfilm Antonia: A Portrait of the Woman (1974) über ihre Klavierlehrerin Antonia Brico.
1987 veröffentlichte Judy Collins ihre Memoiren unter dem Titel Trust Your Heart. Sie schrieb auch zwei Romane, trat aber weiterhin als Musikerin auf und brachte Alben heraus. 1993 sang sie bei der Amtseinführung von Bill Clinton. Die Clintons benannten nach eigenen Angaben ihre Tochter Chelsea nach dem (von Joni Mitchell geschriebenen) Lied Chelsea Morning, das 1969 von Collins veröffentlicht wurde.
Judy Collins ist UNICEF-Botschafterin und kämpft gegen den Einsatz von Landminen. Seit dem Suizid ihres Sohnes Clark Taylor im Jahr 1992 setzt sie sich auch für die Vorbeugung von Suizid ein. 2015 wurde sie in die American Academy of Arts and Sciences gewählt.

## Diskografie

### Alben
| Jahr | Titel                          | Höchstplatzierung, Gesamtwochen, AuszeichnungChartplatzierungen (Jahr, Titel, Platzierungen, Wochen, Auszeichnungen, Anmerkungen) | Höchstplatzierung, Gesamtwochen, AuszeichnungChartplatzierungen (Jahr, Titel, Platzierungen, Wochen, Auszeichnungen, Anmerkungen) | Höchstplatzierung, Gesamtwochen, AuszeichnungChartplatzierungen (Jahr, Titel, Platzierungen, Wochen, Auszeichnungen, Anmerkungen) | Anmerkungen                              |
| Jahr | Titel                          | DE | UK | US | Anmerkungen                              |
| ---- | ------------------------------ | --- | --- | --- | ---------------------------------------- |
| 1964 | Judy Collins #3                | — | — | US126 (10 Wo.)US | Produzenten: Jac Holzman, Mark Abramson  |
| 1965 | Judy Collins’ Fifth Album      | — | — | US69 (13 Wo.)US | Produzenten: Jac Holzman, Mark Abramson  |
| 1967 | In My Life                     | — | — | US46 Gold · (34 Wo.)US | Produzent: Mark Abramson                 |
| 1968 | Wildflowers                    | — | — | US5 Gold · (75 Wo.)US | Produzent: Mark Abramson                 |
| 1969 | Who Knows Where the Time Goes? | — | — | US29 Gold · (33 Wo.)US | Produzent: David Anderle                 |
| 1971 | Whales & Nightingales          | — | UK16 (7 Wo.)UK | US17 Gold · (35 Wo.)US | Produzent: Mark Abramson                 |
| 1972 | Living                         | — | — | US64 (13 Wo.)US | Livealbum, Produzent: Mark Abramson      |
| 1973 | True Stories and Other Dreams  | — | — | US27 (20 Wo.)US | Produzenten: Judy Collins, Mark Abramson |
| 1975 | Judith                         | — | UK7 (12 Wo.)UK | US17 Platin · (34 Wo.)US | Produzent: Arif Mardin                   |
| 1976 | Bread & Roses                  | — | — | US25 (20 Wo.)US | Produzent: Arif Mardin                   |
| 1979 | Hard Times for Lovers          | — | — | US54 (16 Wo.)US | Produzent: Gary Klein                    |
| 1980 | Running for My Life            | — | — | US142 (6 Wo.)US | Produzent: Judy Collins                  |
| 1982 | Times of Our Lives             | — | — | US190 (5 Wo.)US | Produzenten: Judy Collins, Lewis Hahn    |
| 1985 | Amazing Grace                  | — | UK34 (4 Wo.)UK | — | Produzenten: Judy Collins, Keith Grant   |
| 2015 | Strangers Again                | — | — | US77 (1 Wo.)US |                                          |
| 2017 | Everybody Knows                | — | — | US195 (1 Wo.)US | mit Stephen Stills                       |

Weitere Alben
- 1961: A Maid of Constant Sorrow
- 1962: Golden Apples of the Sun
- 1964: The Judy Collins Concert
- 1984: Home Again
- 1985: The Dealer
- 1987: Trust Your Heart
- 1989: Sanity and Grace
- 1989: Innervoices (Richard Stoltzman mit Judy Collins)
- 1990: Fires of Eden
- 1990: Baby’s Bedtime
- 1990: Baby’s Morningtime
- 1992: Wind Beneath My Wings
- 1993: Judy Sings Dylan … Just Like a Woman
- 1994: Come Rejoice! A Judy Collins Christmas
- 1995: Shameless
- 1995: Voices
- 1997: Christmas at the Biltmore State
- 1999: Classic Broadway
- 2000: All on a Wintry Night
- 2000: Classic Folk
- 2003: Wildflower Festival
- 2003: Judy Collins Live at Wolf Trap
- 2003: Christmas
- 2004: Judy Collins Sings Leonard Cohen: Democracy
- 2005: Portrait of an American Girl
- 2007: Judy Collins Sings Lennon & McCartney
- 2008: Bohemian
- 2010: Paradise
- 2012: Live from the Metropolitan Museum of Art at the Temple of Dendur
- 2012: Live at the Metropolitan Museum of Art: Celebrating 50 Years of Timeless Music
- 2012: Live in San Diego
- 2014: Live in Ireland
- 2017: A Love Letter to Stephen Sondheim
- 2022: Spellbound

### Kompilationen
| Jahr | Titel                                       | Höchstplatzierung, Gesamtwochen, AuszeichnungChartplatzierungen (Jahr, Titel, Platzierungen, Wochen, Auszeichnungen, Anmerkungen) | Höchstplatzierung, Gesamtwochen, AuszeichnungChartplatzierungen (Jahr, Titel, Platzierungen, Wochen, Auszeichnungen, Anmerkungen) | Höchstplatzierung, Gesamtwochen, AuszeichnungChartplatzierungen (Jahr, Titel, Platzierungen, Wochen, Auszeichnungen, Anmerkungen) | Anmerkungen                 |
| Jahr | Titel                                       | DE | UK | US | Anmerkungen                 |
| ---- | ------------------------------------------- | --- | --- | --- | --------------------------- |
| 1969 | Recollections: The Best of Judy Collins     | — | — | US29 (29 Wo.)US | Aufnahmen von 1963 bis 1965 |
| 1972 | Colors of the Day: The Best of Judy Collins | — | — | US37 Platin · (24 Wo.)US |                             |
| 1977 | So Early in the Spring, The First 15 Years  | — | — | US42 (27 Wo.)US |                             |

Weitere Kompilationen
- 1969: Judy
- 1977: The Most Beautiful Songs of Judy Collins
- 1981: Both Sides Now
- 1981: Book-of-the-Month Records Box Set
- 1985: Songs for Judith
- 1986: Her Finest Hour
- 1993: Amazing Grace
- 1994: Live at Newport, 1959–1966
- 1995: Amazing Grace (Best Of)
- 1995: Sanity & Grace
- 1997: Forever: An Anthology
- 1999: The Best of Judy Collins
- 2000: Send in the Clowns
- 2000: Classic Folk
- 2001: The Very Best of Judy Collins
- 2001: Maids and Golden Apples
- 2002: 36 Greatest Hits!
- 2003: Judy Collins Wildflower Festival
- 2003: Classic Songs
- 2004: Judy Collins 3 & 4
- 2004: The Essential
- 2004: Judy Collins #3/Judy Collins Concert
- 2005: Voices
- 2005: Greatest Hits
- 2005: The Essential Judy Collins
- 2005: An American Girl in Concert: Greatest Hits of Judy Collins
- 2006: Fifth Album & In My Life
- 2006: Wildflowers & Who Knows Where the Time Goes
- 2006: Golden Legends: Judy Collins
- 2006: Introducing … Judy Collins
- 2008: 20 Classic Songs
- 2009: Original Album Series (Box mit 5 CDs)
- 2012: Send in the Clowns: The Collection
- 2012: Christ Child Lullaby
- 2013: Bob Dylan and the New Folk Movement (Bob Dylan feat. Judy Collins, Joan Baez, Bob Gibson, Dave Van Ronk)
- 2013: Golden Apples of the Sun: 24 of Her Finest Recordings
- 2013: Christmas with Judy Collins
- 2014: The Essential Judy Collins
- 2014: Voices & Shameless

### Singles
| Jahr | Titel Album                                                       | Höchstplatzierung, Gesamtwochen, AuszeichnungChartplatzierungen (Jahr, Titel, Album, Platzierungen, Wochen, Auszeichnungen, Anmerkungen) | Höchstplatzierung, Gesamtwochen, AuszeichnungChartplatzierungen (Jahr, Titel, Album, Platzierungen, Wochen, Auszeichnungen, Anmerkungen) | Höchstplatzierung, Gesamtwochen, AuszeichnungChartplatzierungen (Jahr, Titel, Album, Platzierungen, Wochen, Auszeichnungen, Anmerkungen) | Anmerkungen                                                                            |
| Jahr | Titel Album                                                       | DE | UK | US | Anmerkungen                                                                            |
| ---- | ----------------------------------------------------------------- | --- | --- | --- | -------------------------------------------------------------------------------------- |
| 1967 | Hard Lovin’ Loser In My Life                                      | — | — | US97 (2 Wo.)US | Autor: Richard Fariña                                                                  |
| 1968 | Both Sides, Now Wildflowers                                       | — | UK14 (11 Wo.)UK | US8 (11 Wo.)US | Autor: Joni Mitchell                                                                   |
| 1969 | Someday Soon Who Knows Where the Time Goes                        | — | — | US55 (6 Wo.)US | Autor: Ian Tyson                                                                       |
| 1969 | Chelsea Morning Living                                            | — | — | US78 (4 Wo.)US | Autor: Joni Mitchell                                                                   |
| 1969 | Turn! Turn! Turn! (To Everything There Is a Season) Recollections | — | — | US69 (7 Wo.)US | Autor und Original: Pete Seeger, 1962 Text: zum großen Teil aus Kohelet (Bibelschrift) |
| 1970 | Amazing Grace Whales and Nightingales                             | DE22 (9 Wo.)DE | UK5 (67 Wo.)UK | US15 (15 Wo.)US | Text: John Newton, 1772 Original: The Original Sacred Harp Choir, 1922                 |
| 1971 | Open the Door (Song for Judith) Living                            | — | — | US90 (7 Wo.)US | Autor: Judy Collins                                                                    |
| 1973 | Cook with Honey True Stories and Other Dreams                     | — | — | US32 (11 Wo.)US | Autor: Valerie Carter                                                                  |
| 1975 | Send in the Clowns Judith                                         | — | UK6 (8 Wo.)UK | US19 (27 Wo.)US | Autor: Stephen Sondheim Original: Glynis Johns, 1973                                   |
| 1979 | Hard Times for Lovers                                             | — | — | US66 (6 Wo.)US | Autoren: Neil Diamond, Hugh Prestwood                                                  |

Weitere Singles
- 1964: Turn! Turn! Turn! (To Everything There Is a Season)
- 1965: I’ll Keep It with Mine
- 1970: Pack Up Your Sorrows
- 1970: Time Passes Slowly (Promo)
- 1972: In My Life
- 1973: Secret Gardens
- 1973: The Hostage (Promo)
- 1975: Angel, Spread Your Wings
- 1975: I’ll Be Seeing You
- 1975: Salt of the Earth
- 1976: Bread and Roses (Promo)
- 1976: Everything Must Change
- 1977: Special Delivery
- 1979: Where or When
- 1980: Almost Free
- 1980: The Rainbow Connection
- 1981: Memory (Promo)
- 1982: Drink a Round to Ireland (Promo)
- 1984: Home Again (mit T. G. Sheppard)
- 1984: Only You (Promo)
- 1999: Why Don’t U … (Renegades feat. JayCee)
- 2011: When Your Eyes Close (Puressence feat. Judy Collins)

### Videoalben
- 1992: Baby’s Bedtime
- 1992: Baby’s Morningtime
- 1998: Christmas at the Biltmore Estate
- 1999: The Best of Judy Collins
- 2000: Intimate Portrait: Judy Collins
- 2001: Judy Collins Live at Wolf Trap
- 2003: Wildflower Festival (DVD mit Gastauftritten von Eric Andersen, Arlo Guthrie und Tom Rush)
- 2005: Pop Legends Live
- 2005: Pete Seeger’s Rainbow Quest

## Bibliografie
- 1987: Trust Your Heart
- 1991: Amazing Grace
- 1998: Singing Lessons: A Memoir of Love, Loss, Hope and Healing
- 2003: Sanity and Grace: A Journey of Suicide, Survival and Strength
- 2012: Sweet Judy Blue Eyes: My Life in Music